# Litvánia az olimpiai játékokon

1924-1928

1992-2004

Litvánia miután 1918-ban kikiáltotta függetlenségét az Orosz Birodalomtól, 1924-ben először küldött sportolókat a nyári olimpiai játékokra, Párizsba. Az 1932-ben megrendezett játékokra Litvánia anyagi okok miatt nem küldött csapatot, az 1936-os olimpiára, Németországba pedig nem kapott meghívást a két állam területi vitái miatt. Ezt követően az ország elvesztette függetlenségét, és egészen az 1992-es téli olimpiáig a szovjet csapatban kaptak helyet a litván sportolók. Az azóta megrendezett valamennyi olimpián a független Litvánia újra képviseltette magát.
A Litván Nemzeti Olimpiai Bizottság 1924-ben jött létre, a NOB 1991-ben vette fel tagjai közé, a bizottság jelenlegi elnöke Arturas Poviliunas.
Az ország sportolói eddig 26 olimpiai érmet nyertek, valamennyit a nyári játékokon.

## Éremtáblázatok

### Érmek a nyári olimpiai játékokon
| Olimpia              | Arany                                          | Ezüst                                          | Bronz                                          | Összesen                                       |
| 1920, Antwerpen      | nem vett részt                                 | nem vett részt                                 | nem vett részt                                 | nem vett részt                                 |
| 1924, Párizs         | 0                                              | 0                                              | 0                                              | 0                                              |
| 1928, Amszterdam     | 0                                              | 0                                              | 0                                              | 0                                              |
| 1932-1936            | nem vett részt                                 | nem vett részt                                 | nem vett részt                                 | nem vett részt                                 |
| 1948, London         | A Szovjetunió része volt, amely nem vett részt | A Szovjetunió része volt, amely nem vett részt | A Szovjetunió része volt, amely nem vett részt | A Szovjetunió része volt, amely nem vett részt |
| 1952–1988            | A Szovjetunió részeként                        | A Szovjetunió részeként                        | A Szovjetunió részeként                        | A Szovjetunió részeként                        |
| 1992, Barcelona      | 1                                              | 0                                              | 1                                              | 2                                              |
| 1996, Atlanta        | 0                                              | 0                                              | 1                                              | 1                                              |
| 2000, Sydney         | 2                                              | 0                                              | 3                                              | 5                                              |
| 2004, Athén          | 1                                              | 2                                              | 0                                              | 3                                              |
| 2008, Peking         | 0                                              | 3                                              | 2                                              | 5                                              |
| 2012, London         | 2                                              | 0                                              | 3                                              | 5                                              |
| 2016, Rio de Janeiro | 0                                              | 1                                              | 3                                              | 4                                              |
| 2020, Tokió          | 0                                              | 1                                              | 0                                              | 1                                              |
| Összesen             | 6                                              | 7                                              | 13                                             | 26                                             |

## Érmek sportáganként

### Érmek a nyári olimpiai játékokon sportáganként
| Litvánia érmei a nyári olimpiai játékokon sportáganként | Litvánia érmei a nyári olimpiai játékokon sportáganként | Litvánia érmei a nyári olimpiai játékokon sportáganként | Litvánia érmei a nyári olimpiai játékokon sportáganként | Az olimpiai zászlaja |

| Sportág       | Arany | Ezüst | Bronz | Összesen |
| ------------- | ----- | ----- | ----- | -------- |
| Atlétika      | 3     | 1     | 2     | 6        |
| Öttusa        | 1     | 3     | 1     | 5        |
| Sportlövészet | 1     | 0     | 0     | 1        |
| Úszás         | 1     | 0     | 0     | 1        |
| Evezés        | 0     | 1     | 2     | 3        |
| Birkózás      | 0     | 1     | 1     | 2        |
| Vitorlázás    | 0     | 1     | 0     | 1        |
| Kosárlabda    | 0     | 0     | 3     | 3        |
| Ökölvívás     | 0     | 0     | 1     | 1        |
| Kajak-kenu    | 0     | 0     | 1     | 1        |
| Kerékpározás  | 0     | 0     | 1     | 1        |
| Súlyemelés    | 0     | 0     | 1     | 1        |
| Összesen      | 6     | 7     | 13    | 26       |